# Coslada Central (metropolitana di Madrid)
Coslada Central è una stazione della linea 7 della metropolitana di Madrid.
Si trova tra Calle de Pablo Neruda e Paseo Francisco Javier Sauquillo, nel comune di Coslada, sotto alla stazione di Coslada che dà servizio alle linee C2 e C7 delle Cercanías di Madrid.
La stazione è decorata da grandi murales di Raúl Díaz Reyes, intitolati "De Madrid al cielo" e che rappresentano diverse immagini del cielo di Madrid.

## Storia
La stazione  è stata inaugurata il 5 maggio 2007.

## Accessi
Vestibolo Coslada Central (metro)
- Doctor Fleming Calle Doctor Fleming
- Ascensor (Ascensore) Calle Doctor Fleming
- Renfe corrispondenza con Cercanías Renfe Aperto dalle 6:00 alle 0:30

Vestibolo Renfe (cercanías)
- Luis Braille Calle Luis Braille